# Object-PL/SQL
Object-PL/SQL (объектно-процедурный язык / структурированный язык запросов или просто O-PL/SQL) является методологией использования процедурного языка расширения Oracle для SQL и реляционной базы данных Oracle. Дополнительные возможности из версии 7 и другие улучшения приводят к одной из широкомасштабных реализаций среды объектно-ориентированной парадигмы базы данных.
Несмотря на то, что общий синтаксис PL/SQL, ранее использовался для того, чтобы иметь сходство с Ada или Pascal, в нём было много улучшений, которые в основном включают код внедрения Java и объектно-ориентированный синтаксис внутри SQL.
Смешивание и внедрение триггеров и хранимых процедур было одним из прорывных пунктов, чтобы поддержать использование PL/SQL в ОО парадигме. Включение в синтаксис SQL таких операторов, как [класс].[объект] и реализация типа объекта (как и любой ОО язык), завершило минимальные требования к отображению подхода на расширенном языке SQL без использования специфического отображаемого программного обеспечения.

## Автономия, известность и важность O-PL/SQL
O-PL/SQL — это не просто использование версии языка программирования, а определение того, как его использовать, и это определяет автономию предмета. Каждая версия PL/SQL, начиная с 7, приносит так много инноваций, что невозможно рассматривать такие употребления как подтемы PL/SQL. Настолько велика эта революция, что она устанавливает реальную границу между языком, который можно использовать как раньше, и подход ООП внутри себя. Именно этот подход делает тему важной, и широкомасштабное использование принесло свою известность.

## Путаница объектов
Может возникнуть путаница в понятиях объекта СУБД и объекта класса. Это очень важно, поскольку мы живем с обоими значениями на одном языке. Необходимо определить, когда документация относится к объекту как одно из двух определений.
Объекты базы данных — это концепции, которые относятся к реляционным или последовательным базам данных и сохраняются в новых моделях. Таблицы, триггеры, столбцы, индексы являются примерами объектов базы данных, которые присутствуют в O-PL/SQL, но с тем же значением понятия объектов Java, в частности, элементом набора, который существует, начиная с экземпляра класса.

## PL/SQL
Основная статья: PL/SQL
PL/SQL — это расширенный язык SQL, используемый Oracle Database.
PL/SQL доступен в Oracle Database (начиная с версии 7), в базе данных TimesTen (начиная с версии 11.2.1) и IBM DB2 (начиная с версии 9.7).
O-PL/SQL позволяет определять классы и создавать их как объекты, создавая определяемые пользователем типы данных как конструкторы записи, помимо использования Java в хранимых процедурах и триггерах.

## Примеры использования синтаксиса O-PL/SQL
Вот небольшой набор примеров синтаксиса O-PL/SQL, извлеченный из официальной документации и других источников:

Простой пример объектно-ориентированного PL/SQL
```
create
 
or
 
replace
 
type
 
base_type
 
as
 
object
 
(

  
a
 
number
,

  
constructor
 
function
 
base_type
 
return
 
self
 
as
 
result
,

  
member
 
function
  
func
 
return
 
number
,

  
member
 
procedure
 
proc
 
(
n
 
number
)

)
 
instantiable
 
not
 
final
;

```

Теперь реализация типа создана. Реализация определяет, как ведут себя функции типа, процедуры и явный конструктор :
```
create
 
or
 
replace
 
type
 
body
 
base_type
 
as

  
constructor
 
function
 
base_type
 
return
 
self
 
as
 
result
 
is

  
begin

    
a
:
=
0
;

    
return
;

  
end
 
base_type
;

  
member
 
function
 
func
 
return
 
number
 
is

  
begin

    
return
 
a
;

  
end
 
func
;

  
member
 
procedure
 
proc
 
(
n
 
number
)
 
as

  
begin

    
a
:
=
n
;

  
end
 
proc
;

end
;

```

Мы готовы вывести base_type. Ключевое слово для вывода — ниже. Производный тип определяет новый атрибут (названный m) и переопределяет func.
```
create
 
or
 
replace
 
type
 
deriv_type
 
under
 
base_type
 
(

  
m
 
number
,

  
overriding
 
member
 
function
 
func
 
return
 
number

);

```

Как и в случае с базовыми типами, переопределенные методы в производном типе должны быть реализованы:
```
create
 
or
 
replace
 
type
 
body
 
deriv_type
 
as

  
overriding
 
member
 
function
 
func
 
return
 
number
 
is

  
begin

    
return
 
m
*
a
;

  
end
;

end
;

/

```

Созданные типы могут быть созданы и методы могут быть вызваны:
```
declare

  
b1
 
base_type
 
:
=
base_type
();

  
b2
 
base_type
 
:
=
base_type
(
4
);

  
d1
 
deriv_type
:
=
deriv_type
(
5
,
6
);

  
d2
 
deriv_type
:
=
deriv_type
(
5
,
6
);

begin

  
dbms_output
.
put_line
(
b1
.
func
);

  
dbms_output
.
put_line
(
b2
.
func
);

  
d1
.
proc
(
4
);

  
dbms_output
.
put_line
(
d1
.
func
);

  
dbms_output
.
put_line
(
d2
.
func
);

end
;

```

Результат:
```
0
4
24
30
```

Созданные типы стали реальными типами и могут использоваться в таблицах:
```
create
 
table
 
table_base
 
(

  
b
 
base_type

);

declare

  
base
  
base_type
 
:
=
 
base_type
();

  
deriv
 
deriv_type
:
=
 
deriv_type
(
8
,
9
);

begin

  
insert
 
into
 
table_base
 
values
(
base
);

  
insert
 
into
 
table_base
 
values
(
deriv
);

end
;

/

select
 
t
.
b
.
func
()
 
from
 
table_base
 
t
;

```

Результат:
```
0
72
```

```
select
 
avg
(
t
.
b
.
func
())
 
from
 
table_base
 
t
;

```

Результат:
```
36
```

## Внешние источники
- Пример хранимой процедуры в Java, встроенной в Oracle Documentation: «Вызов методов Java в базе данных Oracle». Oracle.20 апреля 2012.